# MaK G 322
A MaK G 322 dízel-hidraulikus tolatómozdony-sorozat, a MaK G 321 B utódja, melyet a Siemens Schienenfahrzeugtechnik/Vossloh Schienentechnik gyártott 1996 és 1998 között 26 példányban. 25 mozdonyt a Dán Államvasutak vett át DSB MK sorozat típusjelöléssel, a fennmaradó egy példányt a Deutsche Bahnnak gyártották tesztelésre, ahol a technikailag nagyban hasonló Vossloh G 400 B-vel együtt a DB 352 sorozat típusnéven volt ismert. A típust könnyű és közepes terhelésű tolatási, illetve könnyű terhelésű vonali szolgálatra tervezték.

## Története
1989-ben a Dán Államvasutak (DSB) 30 példány „CMI 500” típusú tolatómozdonyt rendelt a Cockerill Mechanical Industriestól a korosodó MH és MT típusú mozdonyok leváltására. A mozdonyok leszállítását eredetileg 1990-re tervezték, azonban az első mozdonyt csak 1992-ben adták át. A mozdonyok nagy súlya, a technikai problémák és a megváltozott igények miatt a DSB 1994-ben visszamondta a megrendelést.
A DSB 1995-ben szerződést kötött a Siemens Schienenfahrzeugtechnikkel 20 darab G 322 típusú mozdonyra, melyekkel a lemondott példányokat kívánták pótolni. A DSB 1997-ben további 5 mozdonyt rendelt.

## Használata
A mozdonyokat a eredetileg a Dán Államvasutak teherszállító részlege alkalmazta, amíg 2001-ben át nem adták azokat a Railion Denmarknak. Az RDK 601 pályaszámú mozdonyt 2002-ben eladták a Mittelweserbahnnak, majd 2007-ben a Northrail lízingcégnek. A 3 legrégebbi mozdonyt 2003-ban a Vossloh visszavásárolta. A Railion Denmarknál maradt többi MK-mozdonyt mind rádiós távvezérléssel szerelték fel. A Railion átnevezésével a fennmaradt 21 mozdony 2009 februárjában átkerült DB Schenker Rail Danmark Services állományába. 2013-ban az MK 611, a 612, a 617 és a 618 pályaszámú mozdonyokat megvásárolta a Northrail. 2016-ban a vállalatot ismét átnevezték, ezúttal DB Cargo Danmark Servicesre.
A DSB-nek is maradt egy üzemben lévő egysége (625) a koppenhágai főpályaudvar „Belvedere” nevű részlegén a kocsik rendezésére és azok a koppenhágai Otto Busses Vej műhelybe történő szállítására használnak.
2008-ban a Northrail megvásárolta a MK 604–608 pályaszámú mozdonyokat, itt a Northrail 322 típusjelölést kapták. 2012-ben, illetve 2013-ban eladták a 322 123 és 322 125 pályaszámú mozdonyokat a Railservice-nek  (RSEJ).
1996-ban 352 001-2 pályaszámmal épült egy prototípusmozdony, amelyet a Deutsche Bahn használt tesztelésre, majd a Vossloh bérmozdonyként üzemeltette. A mozdonyt 2008 augusztusában eladták a Northrailnek.
A Vossloh Locomotives 2003 és 2004 között G 400 B típusjelöléssel 19 példány, a G 322-vel technikailag nagyban hasonló mozdonyt is gyártott.

## Üzemeltetők
| MaK G 322 mozdonyok listája |             |                                 |                                               |                                          |
| Gyártási szám               | Gyártás éve | Első üzemeltető                 | Legutóbbi üzemeltető                          | Megjegyzés                               |
| 220120                      | 1996        | Danske Statsbaner „MK 601“      | Northrail „21“                                | UIC-pályaszáma: 98 80 3352 002-0 D-NRAIL |
| 220121                      | 1996        | Danske Statsbaner „MK 602“      | Osthannoversche Eisenbahnen „60025“           | UIC-pályaszáma: 98 80 3352 003-8 D-OHE   |
| 220122                      | 1996        | Danske Statsbaner „MK 603“      | Salcef Costruzioni Edili E Ferroviarie „1“    |                                          |
| 220123                      | 1996        | Danske Statsbaner „MK 604“      | Northrail „322 220 123“                       |                                          |
| 220124                      | 1996        | Danske Statsbaner „MK 605“      | Northrail „322 220 124“                       |                                          |
| 220125                      | 1996        | Danske Statsbaner „MK 606“      | Northrail „322 220 125“                       |                                          |
| 220126                      | 1996        | Danske Statsbaner „MK 607“      | Northrail „322 220 126“                       |                                          |
| 220127                      | 1996        | Danske Statsbaner „MK 608“      | Northrail „322 220 127“                       |                                          |
| 220128                      | 1997        | Danske Statsbaner „MK 609“      | DB Cargo Danmark Services „MK 609“            |                                          |
| 220129                      | 1997        | Danske Statsbaner „MK 610“      | Northrail „322 220 129“                       |                                          |
| 220130                      | 1997        | Danske Statsbaner „MK 611“      | Northrail „322 220 130“                       |                                          |
| 220131                      | 1997        | Danske Statsbaner „MK 612“      | Osthannoversche Eisenbahnen „60026“           |                                          |
| 220132                      | 1997        | Danske Statsbaner „MK 613“      | DB Cargo Danmark Services „MK 613“            | UIC-pályaszáma: 98 86 0100 613-9 DK-RSC  |
| 220133                      | 1997        | Danske Statsbaner „MK 614“      | DB Cargo Danmark Services „MK 614“            |                                          |
| 220134                      | 1997        | Danske Statsbaner „MK 615“      | DB Cargo Danmark Services „MK 615“            |                                          |
| 220135                      | 1997        | Danske Statsbaner „MK 616“      | DB Cargo Danmark Services „MK 616“            |                                          |
| 220136                      | 1997        | Danske Statsbaner „MK 617“      | Northrail „322 220 136“                       | UIC-pályaszáma: 98 86 0322 136-9 DK-RSEJ |
| 220137                      | 1997        | Danske Statsbaner „MK 618“      | Northrail „322 220 137“                       |                                          |
| 220138                      | 1997        | Danske Statsbaner „MK 619“      | DB Cargo Danmark Services „MK 619“            |                                          |
| 220139                      | 1997        | Siemens Schienenfahrzeugtechnik | Osthannoversche Eisenbahnen „60027“           | UIC-pályaszáma: 98 80 3352 001-2 D-OHE   |
| 220140                      | 1997        | Danske Statsbaner „MK 620“      | DB Cargo Danmark Services „MK 620“            |                                          |
| 220141                      | 1998        | Danske Statsbaner „MK 621“      | DB Cargo Danmark Services „MK 621“ – „Yvonne” |                                          |
| 220142                      | 1998        | Danske Statsbaner „MK 622“      | DB Cargo Danmark Services „MK 622”            |                                          |
| 220143                      | 1998        | Danske Statsbaner „MK 623“      | DB Cargo Danmark Services „MK 623”            |                                          |
| 220144                      | 1998        | Danske Statsbaner „MK 624“      | DB Cargo Danmark Services „MK 624”            |                                          |
| 220145                      | 1998        | Danske Statsbaner „MK 625“      | DSB „MK 625”                                  |                                          |

## Fordítás
- Ez a szócikk részben vagy egészben  a   DSB MK (II) című német Wikipédia-szócikk ezen változatának fordításán alapul.  Az eredeti cikk szerkesztőit annak laptörténete sorolja fel. Ez a jelzés csupán a megfogalmazás eredetét és a szerzői jogokat jelzi, nem szolgál a cikkben szereplő információk forrásmegjelöléseként.